# Christa Pike
Christa Gail Pike (Durham, 10 de març de 1976) és una presonera estatunidenca, condemnada a mort per assassinat durant el període posterior al cas Furman v. Georgia. És la dona més jove a ser condemnada a mort als Estats Units, ja que tenia 20 anys quan va rebre la sentència per l'⁣assassinat per tortura d'una companya de classe que va cometre als 18 anys.
Pike va viure una vida problemàtica i va abandonar l'escola secundària. Es va unir a Job Corps, un programa governamental destinat a ajudar els joves de baixos ingressos oferint formació professional i habilitats professionals, i va assistir al centre Job Corps, ara tancat, a Knoxville, Tennessee. Pike va començar a sortir amb un home un any més jove que es deia Tadaryl Shipp. Junts, van desenvolupar l'interès per l'⁣ocultisme i el culte al diable.

## Crim
Pike es va posar gelosa de Colleen Slemmer, de 19 anys, a qui pensava que estava intentant "robar-li" el seu xicot; els amics de Slemmer, però van negar les acusacions. Juntament amb l'amiga Shadolla Peterson, de 18 anys, Pike va planejar atraure Slemmer a una planta de vapor aïllada i abandonada a prop del campus de la Universitat de Tennessee.
El 12 de gener de 1995, Pike, Shipp, Peterson i Slemmer van sortir del dormitori i es van dirigir al bosc, on se li va dir a Slemmer que volien fer les paus oferint-li una mica de marihuana. En arribar al lloc apartat, Slemmer va ser atacada per Pike i Shipp mentre Peterson feia de vigilant. Segons testimonis posteriors al tribunal, durant els següents trenta minuts Slemmer va ser burlada, colpejada i tallada; i li va tallar un pentagrama al pit. Finalment, Pike va trencar el crani de la Slemmer amb un gran tros d'asfalt, matant-la. Pike acabaria guardant un tros del crani d'en Slemmer.
Christa va començar a mostrar el tros de calavera per l'escola, i en trenta-sis hores les tres responsables del crim van ser detingudes. El llibre de registre mostrà que Pike, Shipp, Peterson i Slemmer van marxar juntes i només tres van tornar. Els detectius van trobar el tros de crani a la butxaca de la jaqueta de Pike. Les habitacions de les sospitoses van ser escorcollades i es va trobar una còpia de la Bíblia satànica a la de Shipp. Poc després de la seva detenció, Pike va confessar a la policia la tortura i l'assassinat de Slemmer, però va insistir que només estaven intentant espantar-la i es va descontrolar.

## Judici
Durant el judici de Pike, l'acusació va ser ajudada per proves i la confessió de Pike. Pike va ser acusada d'assassinat en primer grau i conspiració per cometre assassinat. El 22 de març de 1996, després d'unes poques hores de deliberació, Pike va ser declarada culpable dels dos càrrecs. El 30 de març, Pike va ser condemnada a mort per electrocució per l'acusació d'assassinat i 25 anys de presó per l'acusació de conspiració. Shipp va rebre una cadena perpètua amb possibilitat de llibertat condicional més 25 anys. Peterson, que s'havia convertit en informadora, va rebre llibertat condicional per declarar-se culpable de ser còmplice després dels fets.

## Recursos de la condemna
Després del veredicte de culpabilitat, Pike "va llançar, va cancel·lar i després va tornar a llançar" una apel·lació de la seva condemna als tribunals de l'estat de Tennessee. El juny de 2001, i de nou el juny de 2002, en contra del consell dels seus advocats, Pike va demanar als tribunals que retiressin la seva apel·lació i va intentar ser executada mitjançant electrocució. La jutge del Tribunal Penal Mary Beth Leibowitz va acceptar la sol·licitud i es va fixar una data d'execució el 19 d'agost de 2002. Pike poc després va canviar d'opinió i el 8 de juliol de 2002, els advocats de la defensa van presentar una moció per permetre que el procés d'apel·lació continués. Aquesta moció va ser denegada. No obstant això, el 2 d'agost de 2002, un tribunal d'apel·lacions de l'estat de tres jutges va decidir que el procediment s'havia de continuar i l'execució no es va dur a terme. El desembre de 2008, la darrera sol·licitud de Pike per a un nou judici va ser rebutjada i va ser retornada al corredor de la mort. Amb aquesta denegació, es van esgotar les apel·lacions permeses de Pike segons les regles i procediments del sistema de justícia penal de l'estat de Tennessee.
El maig de 2014, els advocats de Pike van presentar una apel·lació al sistema judicial federal. Els seus advocats van demanar la commutació de la pena de mort a presó pels motius següents: assistència ineficaç de l'advocat; Pike patia una malaltia mental; i la pena capital tal com s'administra a Tennessee és inconstitucional. En una sentència de 61 pàgines del jutge de districte dels EUA Harry S. Mattice Jr. emesa l'11 de març de 2016, es van rebutjar tots els motius i es va denegar la commutació sol·licitada. El 22 d'agost de 2019, després d'haver escoltat la mateixa apel·lació dels advocats de Pike l'1 d'octubre de 2018, el Tribunal d'Apel·lacions dels Estats Units per al sisè circuit va confirmar per unanimitat la sentència del tribunal inferior i va negar l'alleujant.

## Condemna per intent d'homicidi
El 24 d'agost de 2001, Pike (amb la suposada ajuda de la reclusa Natasha Cornett) va atacar i va intentar estrangular a la seva companya de reclusió Patricia Jones amb un cordó de sabates, i gairebé va aconseguir asfixiar-la fins a la mort. Pike va ser condemnada per intent d'assassinat en primer grau el 12 d'agost de 2004. Tot i que la posició del Departament de Correccionals de Tennessee és que Cornett va ajudar en aquest crim, els seus investigadors van concloure que no hi havia proves suficients per acusar-la d'ajudar a Pike a atacar Jones.

## Intent d'evasió de la presó
El març de 2012, es va revelar que Pike havia fet plans de fugida que implicaven l'oficial de correccions Justin Heflin i un home de Nova Jersey anomenat Donald Kohut. Tot i que mai no s'ha determinat com va començar exactament, Kohut, que treballava com a entrenador personal i aleshores tenia trenta anys, va contactar amb ella en una carta escrivint correspondència amb Pike a principis del 2011. Al juliol d'aquell any, Kohut estava fent el viatge d'anada i tornada de prop de 1800 milles (en cotxe) des de Flemington, Nova Jersey, fins a Nashville, Tennessee per visitar Pike en persona els dies de visita una o dues vegades al mes. Finalment, Kohut va comunicar un pla per a la seva fugida a Pike i va demanar l'ajuda de l'oficial de correccions Heflin, que va acceptar participar a canvi d'efectiu i regals.
A causa de problemes de seguretat, el Departament de Correccions de Tennessee no ha proporcionat molts detalls sobre el pla; tanmateix, l'acusació finalment no segellada va establir un escenari on es traçaria una clau de la presó i després es crearia un duplicat. A principis del 2012, el personal de la presó va rebre informació sobre el complot de fugida. Això va fer que l'intent d'evasió de la presó fos frustrat per una investigació conjunta que implicava el Departament de Correccions de Tennessee, l'Oficina d'Investigació de Tennessee (TBI) i la Policia Estatal de Nova Jersey. Segons el TBI, el pla no estava gaire avançat quan es va descobrir i "la fuga de presó no era imminent".
El març de 2012, Kohut va ser arrestat i acusat de suborn i conspiració per cometre fuga, mentre que Heflin va ser arrestat i acusat de suborn, mala conducta oficial i conspiració per cometre fuga. Pike no va ser acusada i els investigadors no estaven clar si participava en la conspiració a part de ser-ne conscient.
El 31 de maig de 2012, Kohut va ser condemnat a set anys de presó el temps que havia de complir al complex correccional del nord-est de l'estat de Tennessee. Heflin, que va cooperar amb les autoritats després de la seva detenció, no va complir temps a la presó, però va ser acomiadat del seu treball amb el Departament de Correccionals de Tennessee.

## Execució programada
El 27 d'agost de 2020, l'oficina del fiscal general de Tennessee, Herbert Slatery, va demanar al Tribunal Suprem de Tennessee que fixés una data d'execució per a Pike. A causa de la pandèmia de COVID-19 a Tennessee i de diversos altres factors, el tribunal va concedir pròrrogues als advocats de Pike, cosa que els va permetre més temps per argumentar per què no s'havia d'executar Pike. L'Estat no es va oposar a les pròrrogues. El 7 de juny de 2021, els advocats de Pike van presentar una moció per oposar-se a la data d'execució i sol·licitar un certificat de commutació. S'espera però que el tribunal decideixi sobre si Pike pot ser executada o si es commutarà la seva pena. Si Pike és executada, seria la primera dona executada a Tennessee en aproximadament 200 anys.

## En la cultura popular
L'assassinat de Colleen Slemmer es va presentar als programes de televisió Deadly Women , For My Man, Killer Kids, Martinis and Murder i Snapped: Killer Couples. També es va escriure un llibre sobre l'assassinat, anomenat A Love To Die For, de Patricia Springer.